# Life's Whirlpool
Life's Whirlpool er en amerikansk stumfilm fra 1917 af Lionel Barrymore.

## Medvirkende
- Ethel Barrymore som Esther Carey.
- Paul Everton som B.J. Hendrix.
- Alan Hale som Dr. Henry Grey.
- Reginald Carrington som John Martin.
- Ricca Allen som Ruth Martin.